# Puebla de Valles
Puebla de Valles település Spanyolországban, Guadalajara tartományban. Puebla de Valles Valdepeñas de la Sierra, Tortuero, Valdesotos, Retiendas, La Mierla, Puebla de Beleña és Matarrubia községekkel határos. Lakosainak száma 61 fő (2024).

## Népesség
A település népessége az utóbbi években az alábbiak szerint változott:
| Lakosok száma | 71   | 84   | 106  | 85   | 85   | 82   | 67   | 58   | 59   | 61   |
|               | 2001 | 2004 | 2006 | 2009 | 2011 | 2014 | 2016 | 2019 | 2021 | 2024 |